# Piperrak
Piperrak è un gruppo hardcore punk di La Ribera Navarra (fra La Rioja e Navarra). Venne costituito negli anni novanta ed iniziò a farsi conoscere nella zona. Incisero due demo nel 1992 e due album fra il 1994 e il 1996 ottenendo un certo successo nel panorama punk spagnolo. Nel 1997 ci fu il cambio del chitarrista con l'ingresso di Javi nella formazione. Il loro stile è caratterizzato da largo uso del coro e di melodie che si ripetono continuamente. Il gruppo ha sospeso la sua attività da novembre 1998 a gennaio 2007 ritornando poi sulla scena ed è attualmente in attività. L'origine del nome viene dalla tradizione orticola della zona di origine dei suoi componenti e piperrak significa peperone in lingua basca.

## Componenti

### Attuali
- Josetxu - voce
- Txitxarro - basso
- Rufo - batteria
- Jabitxo - chitarra

### Ex componenti
- Fermín - chitarra

## Discografia
- 1990 - Demo
- 1992 - La ribera R'N'R (EP)
- 1994 - Arde Ribera
- 1996 - Los Muertos de Siempre

### DVD
- 2003 Kualkier día (GOR discos)